# Равно Бърдо
Равно Бърдо (на словенски: Ravno Brdo) е село в Словения, регион Средна Словения, община Любляна. Според Националната статистическа служба на Република Словения през 2015 г. селото има 53 жители.